# Ист Лансинг (Мичиген)
Ист Лансинг (енгл. East Lansing) град је у америчкој савезној држави Мичиген. По попису становништва из 2010. у њему је живело 48.579 становника.

## Демографија
Према попису становништва из 2010. у граду је живело 48.579 становника, што је 2.054 (4,4%) становника више него 2000. године.
| Група             | 2000.          | 2010.          |
| Белци             | 36.919 (79,4%) | 37.086 (76,3%) |
| Афроамериканци    | 3.441 (7,4%)   | 3.303 (6,8%)   |
| Азијати           | 3.819 (8,2%)   | 5.135 (10,6%)  |
| Хиспаноамериканци | 1.252 (2,7%)   | 1.643 (3,4%)   |
| Укупно            | 46.525         | 48.579         |